# Magnus Strömberg
Lars Magnus Strömberg, född 18 november1962, är en svensk kompositör och producent med inriktning på film- och orkestermusik. Han har bl.a. skrivit musik till Carin Mannheimers SVT-serier Pappa och himlen, Svenska hjärtan, Fru Marianne, Solbacken: Avd. E och Saltön.
Som pianist har Magnus tidigare synts bakom artister och grupper som Ulf Lundell och Ratata. Han har tidigare varit en del av Apparat Studios.